# Seropédica (kommun)
Seropédica är en kommun i Brasilien.   Den ligger i delstaten Rio de Janeiro, i den sydöstra delen av landet, 900 km sydost om huvudstaden Brasília. Antalet invånare är 78 183.
Följande samhällen finns i Seropédica:
- Seropédica

Omgivningarna runt Seropédica är huvudsakligen savann. Runt Seropédica är det tätbefolkat, med 683 invånare per kvadratkilometer.